# Anomalospiza imberbis
Il tessitore parassita (Anomalospiza imberbis (Cabanis, 1868)) è un uccello passeriforme della famiglia Viduidae. Rappresenta l'unica specie ascritta al genere Anomalospiza Shelley, 1901.

## Etimologia
Il nome scientifico del genere, Anomalospiza, deriva dal greco σπιζα (spiza, "fringuello") e significa "fringuello anomalo" in riferimento alla particolare morfologia della mandibola ed alle abitudini di vita di questi uccelli, mentre quello della specie, imberbis, significa appunto "imberbe" e si riferisce all'assenza di setole o disegni facciali tipici degli altri uccelli tessitori.

## Descrizione

### Dimensioni
Misura 11–12 cm di lunghezza, per 18-22,5 g di peso: la taglia di questi uccelli segue un gradiente crescente da nord verso sud.

### Aspetto

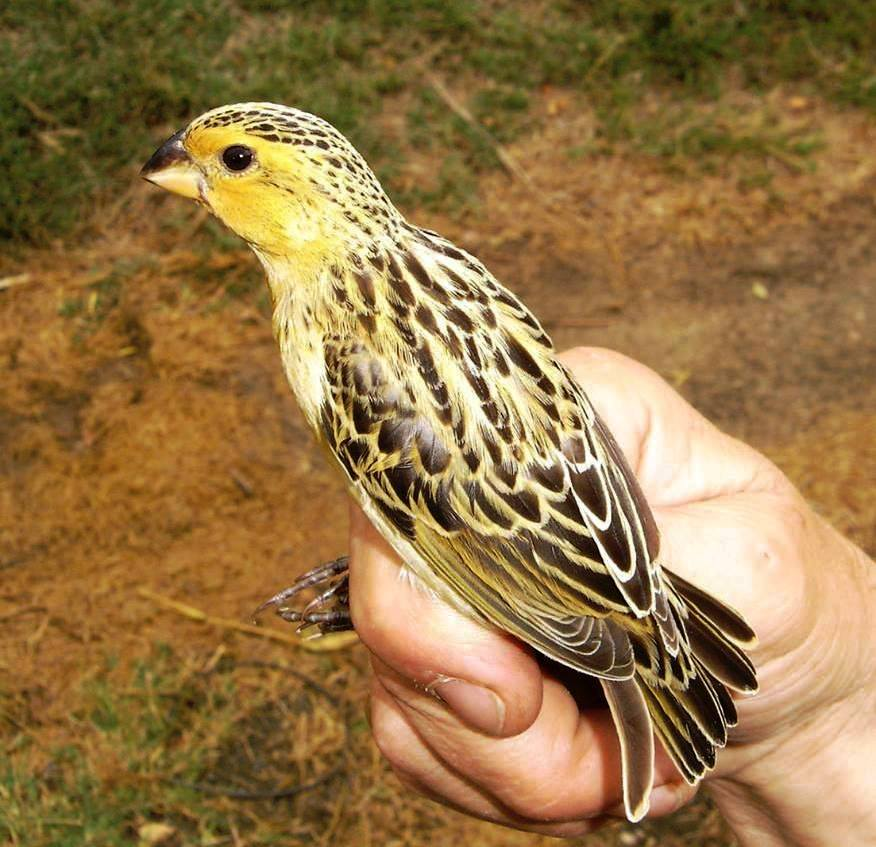
Esemplare a Polokwane.

Si tratta di uccelli dall'aspetto robusto e massiccio, muniti di grossa testa arrotondata, becco conico forte e massiccio, ali appuntite e coda dalla punta squadrata.
Il piumaggio presenta dimorfismo sessuale evidente: nei maschi la livrea è dominata dai toni del giallo zolfo, mentre nella femmina dai toni del grigio-brunastro. In ambedue i sessi ali e dorso presentano solo i bordi del colore della livrea, mentre le penne in sé sono di colore bruno: le remiganti e la coda sono più scure e tendenti al nerastro. La livrea del maschio diviene più brillante durante la stagione degli amori, tuttavia a differenza delle vedove propriamente dette i due sessi sono sempre facilmente riconoscibili.
In ambedue i sessi gli occhi sono di colore bruno scuro e le zampe di colore carnicino-grigiastro, mentre il becco è nero nei maschi in amore e grigio-rosato nelle femmine e nei maschi in eclisse.

## Biologia
Si tratta di uccelli dalle abitudini diurne e gregarie, che vivono in stormi anche numericamente consistenti, anche in associazione con varie specie di estrildidi e ploceidi: essi passano la maggior parte della giornata alla ricerca di cibo al suolo o in cerca d'acqua, coprendo anche distanze rilevanti per reperirli e tenendosi in contatto fra loro mediante richiami nasali, per poi ripararsi fra i rami di qualche albero per passare la notte al sicuro.

### Alimentazione
Questi uccelli presentano dieta essenzialmente granivora, nutrendosi di una gran varietà di semi e riuscendo ad aver ragione anche degli involucri più duri grazie al forte becco: sporadicamente, essi si nutrono anche di insetti o altri piccoli invertebrati.

### Riproduzione

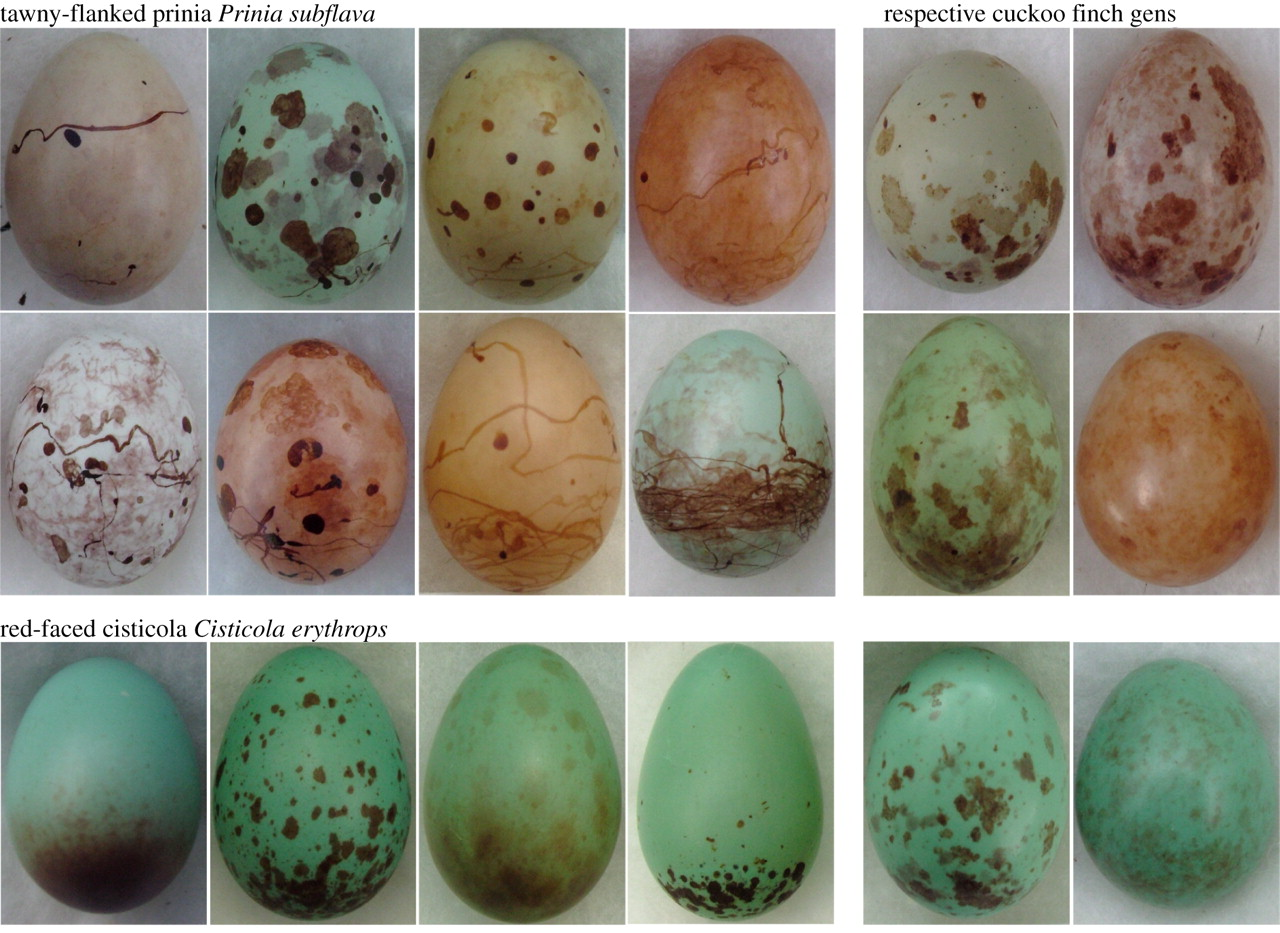
Uova di tessitore parassita (a destra) e delle specie ospiti (a sinistra) mostra l'adattamento di questi uccelli.

La stagione riproduttiva corrisponde con quella delle piogge e va da agosto a novembre a sud dell'Equatore e da febbraio a giugno a nord di esso. Durante il periodo degli amori gli stormi si dividono in coppie o in gruppetti di pochi individui, coi maschi che corteggiano insistentemente le femmine mediante richiami nasali per potersi accoppiare con esse.
Il tessitore parassita, come intuibile dal nome comune, presenta parassitismo di cova nei confronti di varie specie di prinia e cisticola: la femmina depone 4-6 uova in numero di 1 (raramente 2) per nido di specie ospite. Le uova somigliano come dimensioni e colorazione a quelle della specie ospite (misurando 17 × 12,5 mm e presentandosi di colore verdastro, azzurrino, rosato o arancio, sempre con variegature brune maggiormente evidenti sul polo ottuso), sicché la femmina parassitata le cova senza problemi, trattando i piccoli di tessitore parassita alla stregua dei propri.

I pulli sono ciechi ed implumi alla schiusa, che avviene a due settimane circa dalla deposizione: essi sono in grado d'involarsi a circa tre settimane dalla schiusa, rimanendo però nei pressi del nido ancora per un'altra decina di giorni prima di allontanarsene in maniera definitiva.

## Distribuzione e habitat
Con areale disgiunto e piuttosto frammentato, il tessitore parassita occupa un areale che abbraccia gran parte dell'Africa subsahariana, comprendendo piccole popolazioni in Gambia, Mali meridionale, Sierra Leone, Liberia e tutta la Guinea fino a Nigeria e Camerun, oltre che Congo nord-orientale (Uele) e meridionale (Katanga), Sudan del Sud, Etiopia, Kenya, Tanzania, Mozambico settentrionale e meridionale, Swaziland, Sudafrica nord-orientale, Malawi, Zimbabwe, Zambia, Botswana nord-orientale, Angola orientale e Dito di Caprivi.
L'habitat della specie è rappresentato dalla savana e dal miombo con presenza di vaste aree aperte di erba alta inframezzata da cespugli ed alberi isolati, oltre che dalle pianure alluvionali e dalla boscaglia rada.

## Tassonomia
Inizialmente ascritti al genere Crithagra assieme alle numerose specie di canarini africani, i tessitori parassiti sono in seguito passati via via fra gli estrildidi e i ploceidi, fino a quando analisi molecolari ne hanno evidenziata l'affinità genetica (oltre che comportamentale) con le vedove, che ha fruttato loro l'ascrizione alla famiglia dei Viduidae, in cui occupano il proprio genere monotipico.
Alcuni autori differenzierebbero due sottospecie, A. i. imberbis nella porzione orientale e meridionale dell'areale occupato dalla specie e A. i. butleri in quella nord-occidentale, ed alcuni distinguerebbero le ulteriori sottospecie tibatiensis del Camerun (segregata da butleri), macmillani dell'Etiopia, makandakunae dello Zambia occidentale e nyasae del Malawi (segregate dalla nominale), tuttavia il tessitore parassita tende a presentare notevoli differenze di taglia e colorazione a livello individuale, portando gli studiosi a ritenerne corretta la monotipicità.